# Maritza Arango Buitrago
Maritza Arango Buitrago, né le 19 mars 1978, est une athlète handisport de demi-fond originaire de Colombie qui participe principalement à des épreuves de demi-fond dans la catégorie T11.
Elle représente la Colombie aux Jeux paralympiques d'été de 2012 à Londres et remporte l'argent au 800 mètres lors de deux championnats du monde d'athlétisme IPC. Elle remporte deux médailles de bronze aux Jeux paralympiques d'été de 2016 à Rio de Janeiro.

## Biographie

### Histoire personnelle
Arango Buitrago naît dans le district d'Antioquia en Colombie le 19 mars 1978,. Troisième d'une fratrie de huit enfants, elle grandit à la périphérie de la ville de Santa Marta Antioquia et fait ses études à l'école Marco Fidel Suarez. Elle devient institutrice de maternelle, et en 1999, elle donne naissance à un fils, Juan. En 2003, on lui diagnostique une rétinite pigmentaire, une maladie oculaire dégénérative. La maladie progresse et au cours des années suivantes, elle perdu la vue. Au départ, elle souffre de dépression et passe deux ans où elle ne veut pas quitter sa maison,. Elle brise sa dépression lorsqu'elle décide de prendre le contrôle de son handicap et d'apprendre à vivre avec. Au cours des deux années suivantes, elle apprend le braille et trouve du travail dans une usine.. Pendant son temps libre, elle aime nager, mais une rencontre fortuite avec l'entraîneur Juan "Chope" Guillermo Rodriguez l'amène à se lancer dans l'athlétisme.

### Carrière sportive
Arango Buitrago commence l'athlétisme environ un an après avoir été approchée par Chope. Elle essaie d'abord de courir à l'Estadio Alfonso Galvis Duque, et développe une passion pour ce sport. En 2011, elle est sélectionnée dans l'équipe nationale colombienne aux Championnats du monde d'athlétisme de l'IPC. Elle participe à deux épreuves, les courses de 400 mètres et 800 mètres, et remporte la médaille d'argent de l'épreuve du 800 mètres.
En 2012, Arango Buitrago est sélectionnée pour représenter la Colombie aux Jeux paralympiques d'été de 2012 de Londres. Ses épreuves préférées du 400 mètres et du 800 mètres T11 ne font pas partie du calendrier de cette édition et elle choisit de courir dans l'épreuve du 1 500 mètres T12. Courant avec son guide Jonathan Sanchez Gonzalez, elle termine sixième en 5:05.72.
L'année suivante, Arango Buitrago représente de nouveau la Colombie, cette fois aux Championnats du monde d'athlétisme IPC de 2013 qui se tiennent à Lyon, en France. Elle participe à deux épreuves, le 800 mètres T11 et le 1 500 mètres T12, toujours guidée par Jonathan Sanchez Gonzalez. Au 1 500 mètres, elle a été placée dans la première demi-finale avec trois athlètes T12, aucun de ses concurrents ne courant avec des guides. Elle termine quatrième de la finale avec un temps de 5:07.47. Dans l'épreuve du 800 mètres, elle termine deuxième derrière l'italienne Annalisa Minetti et remporte sa deuxième médaille d'argent aux Championnats du monde.